# Leo Cortsen
Leo Cortsen (født 13. juli 1930 i Brabrand, død 23. maj 2007. Begravet på Åbyhøj Kirkegård) var en dansk bryder fra Thrott i Åbyhøj. Årets fund i dansk idræt 1949.
Leo Cortsen vandt i 1949 sit første danske mesterskab i en alder af kun 17 år og blev kåret som ”Årets Fund” i dansk idræt af Politiken. 1949 og 1950 blev han både jydsk-og dansk mester i fluevægt. Han gik derefter op i bantamvægt, en vægtklasse som han vandt det danske mesterskab i; 1953, 1954, 1956 og 1959.
I 1952 besejrede Leo Cortsen mesteren Eigil Johansen (13 gange dansk mester), og havde en uafgjort match mod europamesteren Ferdinand Schmidt fra Tyskland. Han blev derfor af DOK udtaget til OL i Helsinki, hvor han i sin første kamp blev skadet i højre arm, men på trods af dette gik han i begge sine kampe tiden ud (15 min.), men tabte kampene 1-2 og sluttede uden at blive placeret.
Leo Cortsen arbejdede som tekniker ved Fysiologisk Institut på Aarhus Universitet.